# M21 (amas ouvert)
Pour les articles homonymes, voir M21.
M21 (NGC 6531) est un très jeune amas ouvert situé dans la constellation du Sagittaire. Il a été découvert par l'astronome français Charles Messier en 1764.
Selon la classification des amas ouverts de Robert Trumpler, cet amas renferme entre 50 et 100 étoiles (lettre m) dont la concentration est forte (I) et dont les magnitudes se répartissent sur un grand intervalle (le chiffre 3).

## Historique des observations
Lors de son observation du 5 juin, Messier a noté que M20 était près de M20 et que l'étoile la plus rapprochée de ces deux amas était 11 Sagittari. Dans son catalogue, il a indiqué que les étoiles de M21 étaient de magnitude 8 à 9.
Johann Elert Bode, William Herschel (26 mai 1786) et son fils John Herschel (28 juillet 1830) ont aussi observé cet amas. Ce dernier l'a inscrit dans son catalogue sous la désignation GC 4367. Charles Piazzi Smyth a observé l'amas en juillet 1835. John Dreyer a inscrit l'amas dans son catalogue sous la désignation NGC 6531 en le décrivant comme un amas assez riche, peu comprimé avec des étoiles de magnitude 9 à 12.

## Observation
Avec sa magnitude de 5,9, l'amas est à la limite de la visibilité à l'œil nu, mais on peut aisément l'observer avec de petites jumelles. Un télescope de 114 mm permet de discerner davantage d'étoiles, une dizaine, ce qui est peu. En observant l'amas dans un télescope à grand champ, celui-ci apparaît beaucoup plus condensé et beau à voir et permet d'observer à proximité la nébuleuse Trifide (M20) toute proche.

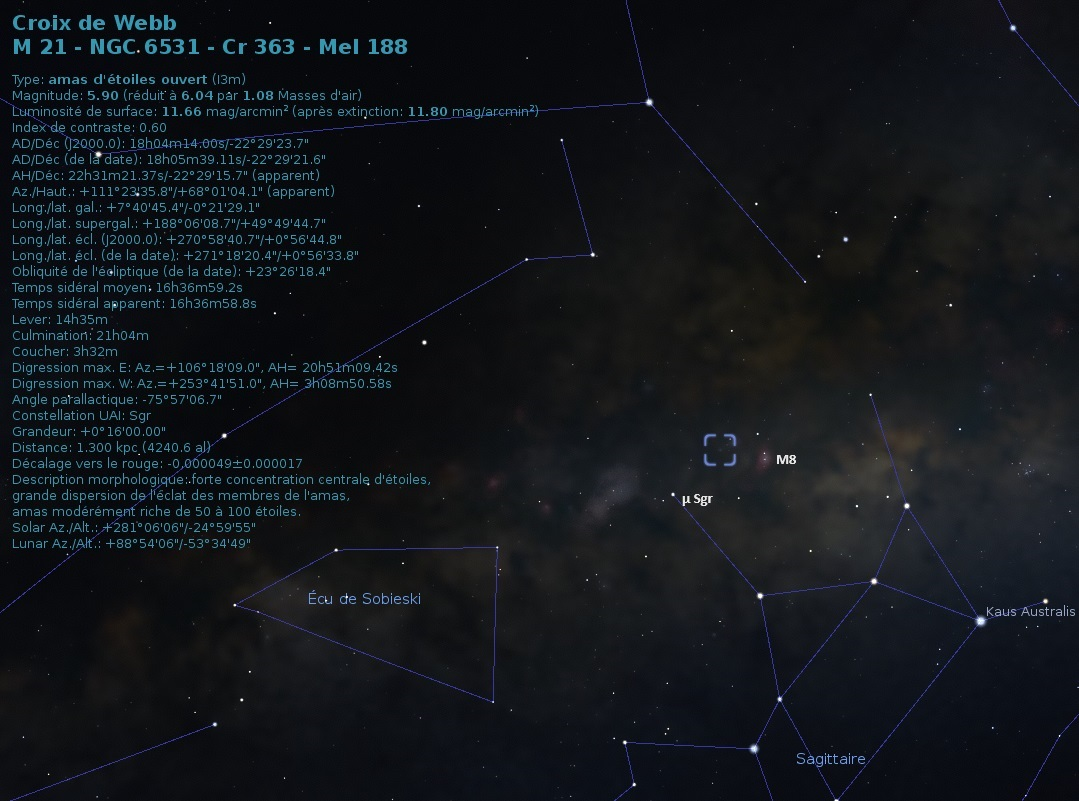
Localisation de NGC 6531 dans la constellation de Sagittaire.

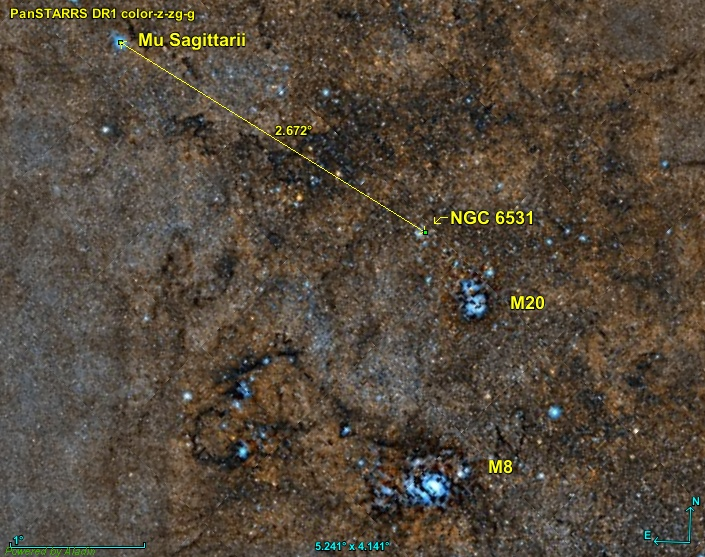
Position de NGC 6531 par rapport Mu Sagittari.

NGC 6531 (M21) est situé à environ 2,7 degrés au sud-ouest de l'étoile Mu Sagittari. La nébuleuse Trifide (M20) est au sud-est et tout près de l'amas. La Nébuleuse de la Lagune (M8) est aussi dans la même région de la sphère céleste à environ 2 degrés directement au sud de NGC 6531.

## Caractéristiques

### Distance, taille et vitesse
La base de données Simbad indique six mesures de la distance de M21: 1,254 ± 0,088 kpc, 1 165,0 pc, 1 205 pc, 1 161 ± 49 pc, 1 194 pc et 1 205 pc. La distance moyenne de ces valeurs est de 1 197 ± 34 pc (∼3 900 al).
La taille apparente de l'amas 16' ou 14' (15 ± 1') ce qui, compte tenu de la distance de 1 197 ± 34 pc et grâce à un calcul simple, équivaut à une taille réelle de 16,5 ± 1,8 al.
Simbad indique aussi quatre valeurs de la vitesse: −15,25 ± 5,03 km/s, −14,70 ± 5,12 km/s, −18,22 ± 1,31 km/s et −17,7 ± 5,1 km/s. La moyenne de ces valeurs est de −15,7 ± 1,7 km/s,

## Les étoiles de M21
Selon le site Lynga consacré au amas ouvert, M21 renferme 70 étoiles. Un total de 56 étoiles de la séquence principale, sept étoiles de la pré-séquence principale et six candidates de ce même type ont été confirmées comme appartenant à l'amas selon une étude photométrique conduite en UVB et en lumière H alpha.

### Étoiles brillantes de l'amas

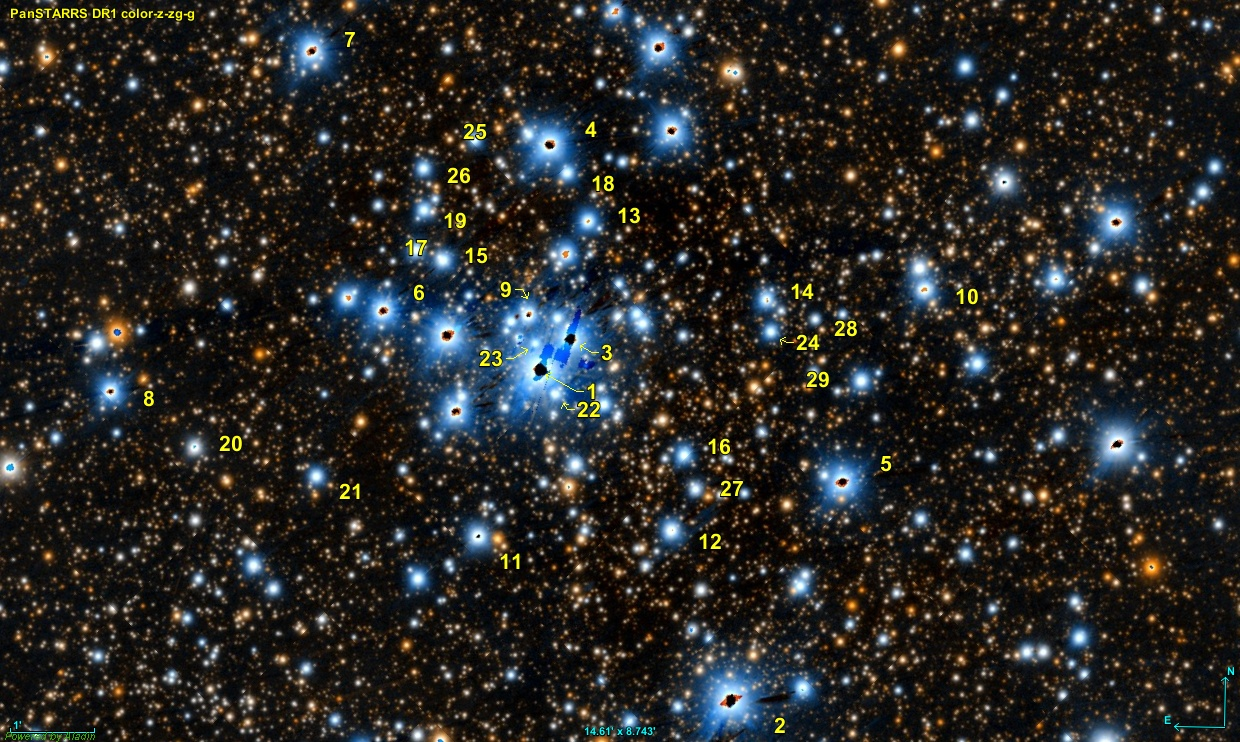
Les étoiles les plus brillantes dans le champ de vision de NGC 6530. Une des désignations utilisées par Simbad est NGC 6531 #, où # est un nombre allant de 1 à 29. Ces nombres sont reproduits sur cette image. D'autres étoiles brillantes sont aussi présentes sur l'image, mais elles sont trop rapprochées ou trop éloignées et elles ne font pas partie de l'amas.

Le logiciel Aladin du centre de données astronomiques de Strasbourg permet d'identifier les étoiles les plus brillantes dans le voisinage de l'amas. Les caractéristiques de ces étoiles sont aussi disponibles sur la base de données Simbad.
Des 29 étoiles du tableau ci-dessous, 23 sont probablement membres de l'amas, deux dont les caractéristiques (distance et/ou mouvement propre) sont vraiment différentes ne sont sûrement pas membres de l'amas et l'appartenance des quatre autres est soit douteuses ou inconnues. La distance moyenne des 23 membres est de 1 259 ± 92 pc (∼4 110 al). Leur mouvement propre moyen est de 0,477 ± 0,225 mas/an en ascension droite et de −1,379 ± 0,237 (mas/an) en déclinaison.
| Nom         | #   | P (mas)          | d (pc)     | μα* (mas/an) | μδ* (mas/an) | type      | mV    | Rem |
| ----------- | --- | ---------------- | ---------- | ------------ | ------------ | --------- | ----- | --- |
| HD 164863   | #1  | 0,8 ± 0,0665     | 1250 ± 104 | 0,154        | -1,099       | B0V C     | 7,22  |     |
| HD 164844   | #2  | 0,7873 ± 0,032   | 1270 ± 52  | 0,303        | -1,443       | B1/2III D | 8,89  |     |
| HD 313693   | #3  | 0,7562 ± 0,0279  | 1322 ± 49  | -0,254       | -0,776       | B1:V:n D  | 9,13  |     |
| CD-22 12507 | #4  | 0,8979 ± 0,1372  | 1114 ± 170 | 0,277        | -2,147       | B2V D     | 9,20  |     |
| HD 313692   | #5  | 0,8165 ± 0,0287  | 1225 ± 43  | 0,627        | -1,511       | B3V D     | 9,53  |     |
| CD-22 12514 | #6  | 0,9050 ± 0,0253  | 1105 ± 31  | 0,564        | -1,292       | B3V D     | 9,70  |     |
| HD 313696   | #7  | 0,7596 ± 0,0212  | 1316 ± 37  | 0,579        | -1,419       | B5V D     | 9,97  |     |
| HD 313703   | #8  | 0,8074 ± 0,0208  | 1239 ± 32  | 0,701        | -1,544       | B5V D     | 10,40 |     |
| NGC 6531 9  | #9  | 0,8005 ± 0,0213  | 1249 ± 33  | 0,661        | -1,272       | A2V D     | 10,79 |     |
| CD-22 12497 | #10 | 0,750 ± 0,0183   | 1333 ± 33  | 0,403        | -1,418       | B5:V D    | 11,23 |     |
| NGC 6531 11 | #11 | ?                | ?          | ?            | ?            | ?         | 11,12 | NM? |
| NGC 6531 12 | #12 | ?                | ?          | ?            | ?            | ?         | 11,49 | NM? |
| NGC 6531 13 | #13 | 0,7066 ± 0,0403  | 1415 ± 81  | 0,526        | -1,377       | B8?V D    | 11,53 |     |
| NGC 6531 14 | #14 | 0,7704 ± 0,0169  | 1298 ± 28  | 0,364        | -1,393       | A0:V D    | 11,78 |     |
| NGC 6531 15 | #15 | 0,7082 ± 0,0181  | 1412 ± 36  | 0,594        | -1,379       | A0:V D    | 11,85 |     |
| NGC 6531 16 | #16 | 0,7367 ± 0,0152  | 1357 ± 28  | 0,630        | -1,410       | A0:V D    | 11,87 |     |
| NGC 6531 17 | #17 | 1,69632 ± 0,5655 | 590 ± 197  | -0,985       | -2,534       | ?         | 12,13 | NM  |
| NGC 6531 18 | #18 | 0,6159 ± 0,0339  | 1624 ± 89  | 0,383        | -1,758       | ?         | 12,38 | NM? |
| NGC 6531 19 | #19 | 0,7793 ± 0,0176  | 1283 ± 29  | 0,634        | -1,365       | ?         | 12,48 |     |
| NGC 6531 20 | #20 | 1,3552 ± 0,0263  | 738 ± 14   | -1,203       | -18,458      | ?         | 12,43 | NM  |
| NGC 6531 21 | #21 | 0,7584 ± 0,0162  | 1319 ± 28  | 0,670        | -1,532       | ?         | 12,47 |     |
| NGC 6531 22 | #22 | 0,9569 ± 0,0262  | 1045 ± 29  | 0,643        | -1,227       | ?         | 12,52 |     |
| NGC 6531 23 | #23 | 0,7845           | 0,018      | 0,566        | -1,193       | ?         | 12,60 |     |
| NGC 6531 24 | #24 | 0,8147 ± 0,0172  | 1227 ± 26  | 0,438        | -1,344       | ?         | 12,76 |     |
| NGC 6531 25 | #25 | 0,7868 ± 0,0148  | 1271 ± 24  | 0,302        | -1,402       | ?         | 12,76 |     |
| NGC 6531 26 | #26 | 0,8004 ± 0,0154  | 1249 ± 24  | -0,593       | -1,420       | ?         | 12,80 |     |
| NGC 6531 27 | #27 | 0,8396 ± 0,0529  | 1191 ± 75  | -0,751       | -1,685       | ?         | 13,08 | NM? |
| NGC 6531 28 | #28 | 0,8847 ± 0,0267  | 1130 ± 34  | 0,301        | -1,227       | ?         | 14,20 |     |
| NGC 6531 29 | #29 | 0,7954 ± 0,0216  | 1257 ± 34  | 0,705        | -1,528       | ?         | 14,54 |     |

- NM : non membres;
- NM? : appartenance douteuse ou inconnue;